# Tyrrell 012
Tyrrell 012 – samochód Formuły 1, zaprojektowany przez Maurice’a Philippe’a dla zespołu Tyrrell. Samochód zadebiutował w sezonie 1983, był używany w sezonie 1984 oraz w części sezonu 1985.
Był to pierwszy model, w którym użyto nadwozia z włókna węglowego; konstrukcje takie stosowały wcześniej takie zespoły, jak McLaren czy Lotus. Samochód napędzany był przez silnik Ford Cosworth DFV, z którego wcześniej korzystał Lotus. Głównym sponsorem była firma odzieżowa Benetton, dzięki czemu budżet zespołu był stabilny. Mimo że samochód był lekki i zwinny, nie był wystarczająco konkurencyjny w porównaniu z samochodami napędzanymi silnikami turbo. Na Grand Prix Austrii zespół przywiózł odmianę modelu, posiadającą tylny spojler w kształcie bumeranga, ale zespół zrezygnował z tego pomysłu, ponieważ spojler taki nie był dostosowany do słabego, jeśli chodzi o moc silnika, samochodu. Mimo to zespół dalej rozwijał to rozwiązanie w nadziei, że model 012 będzie napędzany w sezonie 1984 silnikiem turbodoładowanym. Tak się jednak nie stało, i samochód z nietypowym spojlerem nigdy nie wystartował w wyścigu.
Na sezon 1984 Michelego Alboreto zastąpił Martin Brundle, a Danny’ego Sullivana – Stefan Bellof. Samochód nie był ostatecznie napędzany silnikiem turbo, a posiadał udoskonalony silnik Forda, oznaczony DFY. Tyrrell był wtedy jedynym zespołem, który korzystał z silnika wolnossącego. Po Grand Prix Holandii zespół został zdyskwalifikowany za użycie niedozwolonego balastu, o czym FIA dowiedziała się po zbadaniu modelu Martina Brundle'a, który zajął drugie miejsce w Grand Prix USA Wschód 1984. Anulowano też wyniki zespołu ze wszystkich wyścigów sezonu 1984.
Model 012 startował także we wczesnej części sezonu 1985.

## Wyniki
| Legenda oznaczeń w tabelach wyników Wyświetl szablon na nowej stronie | Legenda oznaczeń w tabelach wyników Wyświetl szablon na nowej stronie                                                                     |
| Oznaczenie                                                            | Wyjaśnienie |
| --------------------------------------------------------------------- | --- |
| Złoty                                                                 | Zwycięzca lub mistrzostwo |
| Srebrny                                                               | 2. miejsce lub wicemistrzostwo |
| Brązowy                                                               | 3. miejsce lub II wicemistrzostwo |
| Zielony                                                               | Ukończył, punktował (w klasyfikacji generalnej, gdy zdobył co najmniej jeden punkt na przestrzeni sezonu, poza trzema powyższymi opcjami) |
| Niebieski                                                             | Ukończył, nie punktował (w klasyfikacji generalnej, gdy nie zdobył co najmniej jednego punktu na przestrzeni sezonu)                      |
| Czerwony                                                              | Nie zakwalifikował się (NZ) |
| Czerwony                                                              | Nie prekwalifikował się (NPK) |
| Różowy                                                                | Nie ukończył (NU) |
| Różowy                                                                | Niesklasyfikowany (NS) (w klasyfikacji generalnej, gdy nie został sklasyfikowany w żadnym wyścigu sezonu)                                 |
| Czarny                                                                | Zdyskwalifikowany (DK) |
| Czarny                                                                | Wykluczony (WYK/EX) |
| Biały                                                                 | Nie wystartował (NW) |
| Biały                                                                 | Kontuzjowany (K/INJ) |
| Biały                                                                 | Wyścig odwołany (OD/C) |
| Bez koloru                                                            | Został wycofany (WYC/WD) |
| Bez koloru                                                            | Nie przybył (NP/DNA) |
| Bez koloru                                                            | Nie brał udziału w treningach (NT/DNP) |
| Bez koloru                                                            | Nie został zgłoszony (–) |
| Pogrubienie                                                           | Start z pole position |
| Kursywa                                                               | Najszybsze okrążenie wyścigu |
| †                                                                     | Nie ukończył, ale jego rezultat został zaliczony ze względu na przejechanie więcej niż 90% dystansu wyścigu.                              |
| *                                                                     | Sezon w trakcie |
| 1/2/3                                                                 | Punktowana pozycja w sprincie kwalifikacyjnym                                                                                             |
| Lista systemów punktacji Formuły 1                                    | |

| Sezon | Zespół  | Silnik | Opony | Kierowcy         | 1   | 2   | 3   | 4   | 5   | 6   | 7   | 8   | 9   | 10  | 11  | 12  | 13  | 14  | 15  | 16  | Pkt. | Msc. |
| ----- | ------- | ------ | ----- | ---------------- | --- | --- | --- | --- | --- | --- | --- | --- | --- | --- | --- | --- | --- | --- | --- | --- | ---- | ---- |
| 1983  | Tyrrell | Ford   | G     |                  | BRA | USW | FRA | SMR | MCO | BEL | DET | CND | GBR | DEU | AUT | NLD | ITA | EUR | ZAF |     | 12   | 7    |
| 1983  | Tyrrell | Ford   | G     | Michele Alboreto |     |     |     |     |     |     |     |     |     |     |     | 6   | NU  | NU  | NU  |     | 12   | 7    |
| 1983  | Tyrrell | Ford   | G     | Danny Sullivan   |     |     |     |     |     |     |     |     |     |     |     |     |     | NU  | 7   |     | 12   | 7    |
| 1984  | Tyrrell | Ford   | G     |                  | BRA | ZAF | BEL | SMR | FRA | MCO | CND | DET | DAL | GBR | DEU | AUT | NLD | ITA | EUR | POR | DK   | DK   |
| 1984  | Tyrrell | Ford   | G     | Martin Brundle   | DK  | DK  | DK  | DK  | DK  | NZ  | DK  | DK  | NZ  |     |     |     |     |     |     |     | DK   | DK   |
| 1984  | Tyrrell | Ford   | G     | Stefan Johansson |     |     |     |     |     |     |     |     |     | DK  | DK  | NZ  | DK  |     |     |     | DK   | DK   |
| 1984  | Tyrrell | Ford   | G     | Stefan Bellof    | DK  | DK  | DK  | DK  | DK  | DK  | DK  | DK  | DK  | DK  |     | NZ  | DK  |     |     |     | DK   | DK   |
| 1984  | Tyrrell | Ford   | G     | Mike Thackwell   |     |     |     |     |     |     |     |     |     |     | NZ  |     |     |     |     |     | DK   | DK   |
| 1985  | Tyrrell | Ford   | G     |                  | BRA | POR | SMR | MCO | CND | DET | FRA | GBR | DEU | AUT | NLD | ITA | BEL | EUR | ZAF | AUS | 3    | 3    |
| 1985  | Tyrrell | Ford   | G     | Martin Brundle   | 8   | NU  | 9   | 10  | 12  | NU  |     |     | 10  | NZ  |     |     |     |     |     |     | 3    | 3    |
| 1985  | Tyrrell | Ford   | G     | Stefan Johansson | 7   |     |     |     |     |     |     |     |     |     |     |     |     |     |     |     | 3    | 3    |
| 1985  | Tyrrell | Ford   | G     | Stefan Bellof    |     | 6   | NU  | NZ  | 11  | 4   | 13  | 11  |     |     |     |     |     |     |     |     | 3    | 3    |